# Karel Novotný (letec)
Karel Novotný (4. listopadu 1919 Hrbov – 13. července 1944 Malborough) byl český pilot 311. československé bombardovací perutě.

## Život

### Před druhou světovou válkou
Karel Novotný se narodil 4. listopadu 1919 v Hrbově u Velkého Meziříčí jako jeden ze čtyř sourozenců v rolnické rodině Jana Novotného a Marie, rozené Čermákové. V rodné obci vychodil obecnou školu, V roce 1931 započal studium na reformním reálném gymnáziu, kde posléze i odmaturoval. Následně byl v roce 1939 přijat a nastoupil do prvního semestru Přírodovědecké fakulty Masarykovy univerzity v Brně.

### Druhá světová válka
Po německé okupaci došlo v listopadu 1939 k uzavření českých vysokých škol nacisty a Karel Novotný tak byl nucen záhy ukončit studia na Masarykově univerzitě. Dne 9. ledna 1940 opustil ilegálně společně s dalším rodákem z Hrbova Antonínem Dvořákem Protektorát Čechy a Morava a přes Balkánský poloostrov se dostali do Bejrútu, kde se 17. února přihlásili na československém konzulátu. Dále přes Palestinu pokračovali do Francie, kde byli 4. března v Marseille prezentováni u ve Francii vznikající Československé armády v zahraničí. Karel Novotný byl zařazen k telegrafní rotě a zúčastnil se bojů ve Francii. Po jejím pádu v červnu 1940 se přes severní Afriku evakuoval do Spojeného království. Zde byl 21. září 1940 přijat do Royal Air Force a vycvičen na palubního střelce a radiotelegrafistu. Dne 20. března 1941 byl přičleněn k 311. československé bombardovací peruti, kde od srpna 1941 do 1. června 1942 odlétal svůj první operační turnus. Následně byl 6. července téhož roku zařazen do pilotního výcviku absolvovaného mj. v Kanadě a na Bahamách, který ukončil 8. dubna 1944. Poté se již jako pilot vrátil k 311. peruti a nastoupil druhý operační turnus. Dne 13. července 1944 a tedy v období bezprostředně po vylodění v Normandii odstartoval jako druhý pilot ve stroji Consolidated B-24 Liberator GR Mk.V BZ717 L pod velením Ludvíka Koška společně se dvěma jinými letouny k protiponorkovému a protilodnímu hlídkovému letu nad Lamanšským průlivem. Z důvodu špatného počasí byla mise přerušena. Při návratu se Ludvík Košek rozhodl sletět pod mraky a zorientovat se, vletěl ovšem do mlhy a narazil u obce Malborough do svahu. Celá posádka zahynula. Karel Novotný se na palubu letounu dostal jako záskok za kolegu, který se ženil. Dne 19. července byl pohřben na hřbitově Weston Mill v Plymouthu. Dosáhl hodnosti podporučíka.

## Rodina
Po odchodu Karla Novotného z protektorátu byli jeho rodiče a bratr nacistickou mocí internováni. O rodinné hospodářství se musel postarat Novotného nejmladší bratr Jan. V době své smrti měl před svatbou.

## Ocenění

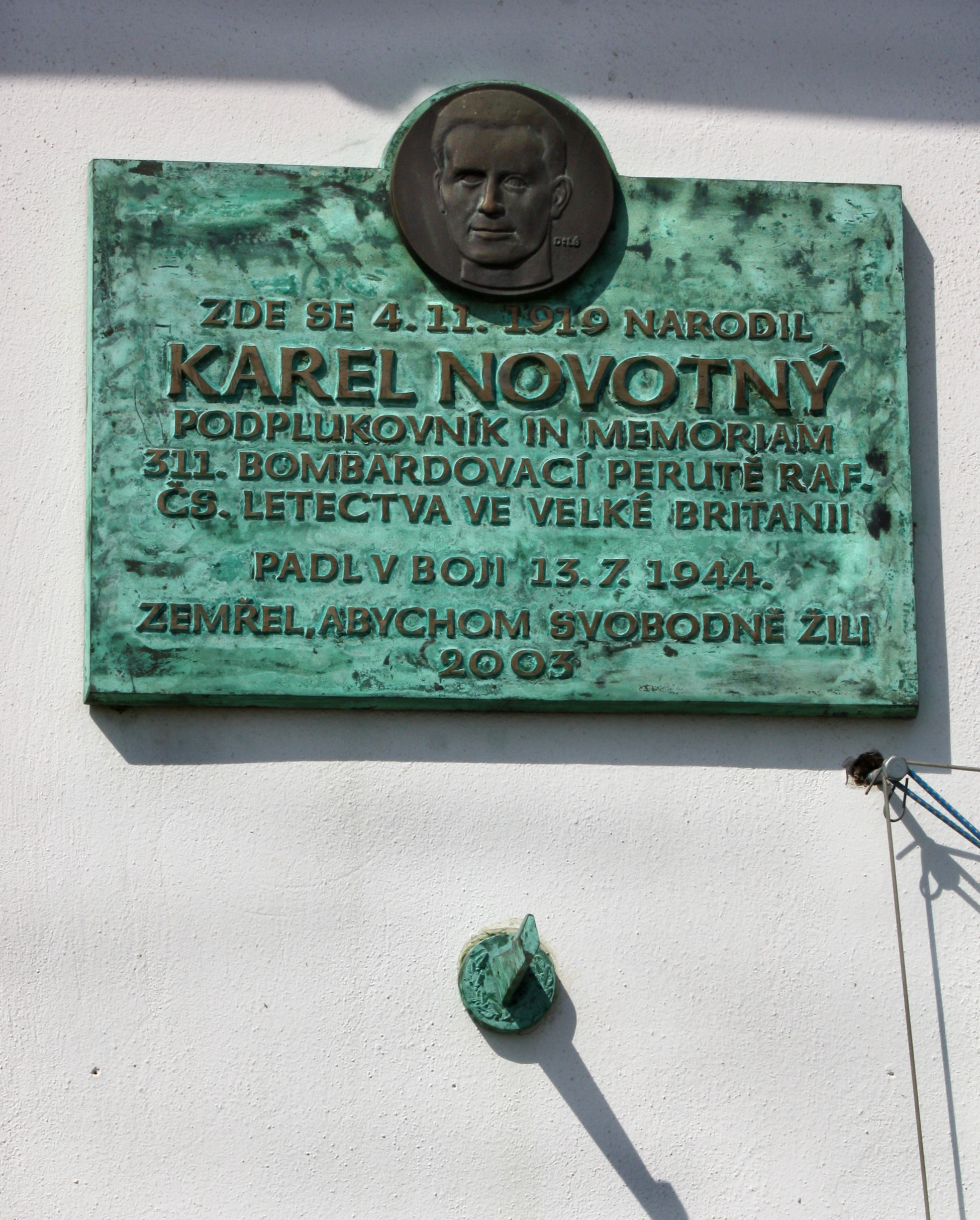
Pamětní deska Karla Novotného v Hrbově

### Vyznamenání
- Československá medaile Za chrabrost před nepřítelem

### Posmrtná ocenění
- Karel Novotný in memoriam povýšen do hodnosti nadporučíka a 1. června 1991 do hodnosti podplukovníka
- Karlu Novotnému byla in memoriam udělena druhá Československá medaile Za chrabrost před nepřítelem a Československý válečný kříž 1939
- V rodném Hrbově byla Karlu Novotnému odhalena pamětní deska v interiéru místní kapli svatého Václava a Izidora, v roce 2003 pak i na jeho rodném domě čp. 9[1]